# Primo Levi

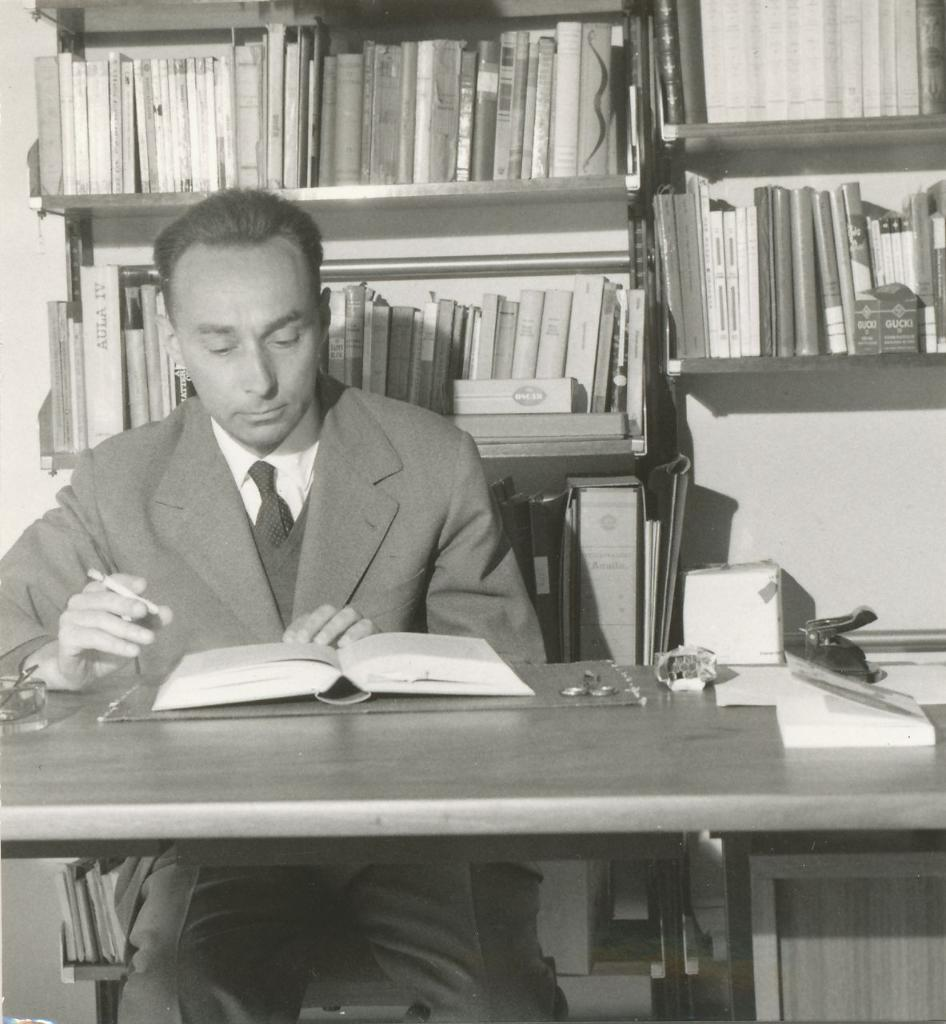
Primo Levi bei der Lektüre (1960)

Primo Levi (geboren 31. Juli 1919 in Turin; gestorben 11. April 1987 ebenda) war ein italienischer Schriftsteller und Chemiker. Er ist vor allem bekannt für sein Werk als Zeuge und Überlebender des Holocausts. In seinem autobiographischen Bericht Ist das ein Mensch? hat er seine Erfahrungen im KZ Auschwitz festgehalten. Er schrieb außerdem auch unter dem Pseudonym Damiano Malabaila. Primo Levi selbst war nicht religiös, obwohl er Interesse an jüdischer Kultur und Tradition zeigte. Nach seinen grausamen Erfahrungen glaubte er nicht mehr an die Existenz eines Gottes.

## Leben und Wirken

### Frühe Jahre
Primo Levi wuchs in einer liberalen jüdischen Familie in Turin auf. Ab 1934 besuchte er das Liceo classico Massimo d’Azeglio, ein humanistisches Gymnasium, das zwar bekannt war für die antifaschistische Einstellung vieler seiner Lehrer, von denen die meisten jedoch bereits aus dem Schuldienst entfernt worden waren. 1937 schrieb sich Levi an der Universität Turin für das Fach Chemie ein. 1938 erließ die faschistische Regierung Italiens ein Rassengesetz, das es jüdischen Bürgern verbot, staatliche Schulen und Hochschulen zu besuchen. Dennoch schaffte es Levi 1941, sein Studium mit Auszeichnung zu beenden. Auf dem Abschlusszeugnis war jedoch der Vermerk „von jüdischer Rasse“ zu finden.

### Zweiter Weltkrieg und Auschwitz
Im Herbst 1943, nach dem Waffenstillstand der Regierung Badoglio, der Befreiung des abgesetzten Mussolini durch die SS und der Errichtung eines faschistischen Reststaates in Norditalien, schloss sich Levi, unter anderem mit Eugenio Gentili Tedeschi, dem antifaschistischen Widerstand, der Resistenza, an. Mit einigen Kameraden versuchte er im Oktober, sich in den Bergen des Aosta-Tals einer Partisanengruppe der liberalen Bewegung Giustizia e Libertà („Gerechtigkeit und Freiheit“) anzuschließen. Dem italienischen Historiker Sergio Luzzatto zufolge war Levi während dieser Zeit an der Erschießung anderer Partisanen beteiligt, was Levi selbst in seiner Autobiografie als „hässliches Geheimnis“ erwähnt. Aufgrund ihrer militärischen Unerfahrenheit wurden sie am 13. Dezember 1943 von faschistischen Milizen gefasst.
Vor die Alternative gestellt, entweder als Partisan auf der Stelle erschossen oder als Jude deportiert zu werden, gab Levi seine jüdische Abstammung zu und wurde daraufhin in das speziell für Juden eingerichtete KZ Fossoli bei Modena verbracht. Am 22. Februar 1944 wurde er in einem Transport des Reichssicherheitshauptamtes (RSHA) nach Auschwitz deportiert. Von den 650 Frauen, Männern und Kindern dieses Zuges, die am 26. Februar 1944 in Auschwitz ankamen, wurden nach der Selektion 95 Männer und 29 Frauen als Häftlinge registriert und ins Lager eingewiesen. Die übrigen 526 Menschen wurden in den Gaskammern von Auschwitz-Birkenau ermordet. Bei Levis Befreiung waren 630 Männer und Frauen, die mit ihm ins KZ deportiert worden waren, nicht mehr am Leben.
Levi verbrachte als 24-jähriger Zwangsarbeiter für eine Fabrik der I. G. Farben, die synthetisches Gummi herstellte, elf Monate in Auschwitz-Monowitz bis zur Befreiung durch die Rote Armee. Da er als Chemiker in den Buna-Werken eingesetzt war, konnte er den schlimmsten Arbeitsbedingungen im Winter 1944/1945 entgehen. Dennoch erkrankte er wenige Tage vor der Befreiung des Lagers an Scharlach und wurde in den sogenannten „Krankenbau“ verlegt, wo es allerdings zu dieser Zeit kaum noch ärztliche Pflege gab, so dass seine Überlebenschancen sehr gering waren.
Durch Glück – Teil dieses Glücks scheint die tiefe Freundschaft zu seinem Freund Lorenzo gewesen zu sein, den er in Gefangenschaft kennenlernte und dem er zeitlebens dankbar blieb – und Zufall überstand er die Krankheit und entging durch sie den Todesmärschen der vor der Roten Armee flüchtenden SS-Schergen. Am 27. Januar 1945 wurde Auschwitz befreit. Trotzdem konnte Levi erst am 19. Oktober nach Turin zurückkehren, nachdem er von seinen Befreiern auf eine wirre Reise in Zügen quer durch Mittel- und Osteuropa bis fast nach Minsk in Weißrussland geschickt worden war. Sofort nach seiner Rückkehr begann er, seine Erfahrungen in Auschwitz niederzuschreiben und ihnen literarisch Ausdruck zu verleihen. Der erste seiner beiden autobiographischen Berichte, Ist das ein Mensch?, erschien 1947, und 1963 folgte Die Atempause.
Über Lorenzo hielt Levi fest: „Lorenzo aber war ein Mensch. Seine Menschlichkeit war rein und unangetastet. Dank Lorenzo war es mir vergönnt, dass auch ich nicht vergaß, selbst noch Mensch zu sein... Ich glaube, dass ich es Lorenzo zu danken habe, wenn ich heute noch unter den Lebenden bin. Nicht so sehr wegen des materiellen Beistands, sondern weil er mich mit seiner Gegenwart, mit seiner stillen und einfachen Art, gut zu sein, dauernd daran erinnerte, dass noch eine gerechte Welt außerhalb der unseren existierte: Dinge und Menschen, die noch rein sind und intakt, nicht korrumpiert und nicht verroht, fern von Hass und Angst; etwas sehr schwer zu Definierendes, eine entfernte Möglichkeit des Guten, für die es sich immerhin lohnt, sein Leben zu bewahren.“

### Zeit nach dem Zweiten Weltkrieg
Zurück in Italien begann Primo Levi zunächst nebenbei als Schriftsteller tätig zu werden. Bis 1977 arbeitete er hauptberuflich wieder als Chemiker. Nach seinem Ausscheiden aus dem naturwissenschaftlichen Arbeitsleben widmete er sich ganz dem Schreiben. Im September 1984 gab er Gad Lerner vom Magazin L’Espresso ein Interview über Israel. Der Schwerpunkt des Judentums, erklärte Levi, befinde sich nicht dort, sondern in der Diaspora, die er als die Bewahrerin der jüdischen Ethik sah. Er erhielt verschiedene Literaturpreise wie den Premio Strega und den Premio Campiello. Am 11. April 1987 starb er durch einen Sturz in den Treppenschacht seines Wohnhauses. Auf Grund fehlender Beweise ist unklar, wie es zu diesem Sturz gekommen war. Einerseits wird vermutet, dass Levi den Freitod gewählt hat. Auf der anderen Seite legen Zeugenaussagen und Umstände nahe, dass es ein Unfall war, der durch Medikamente begünstigt wurde.

## Literarisches Schaffen
Sein autobiographischer Bericht Se questo è un uomo (1947, Ist das ein Mensch?), in dem er seine Erfahrungen in Auschwitz beschreibt und dem Zivilisationsbruch der gezielten Entmenschlichung der Opfer nachzuspüren versucht, wurde seit der Zweitausgabe 1958 weltweit bekannt. In dem direkt anschließenden, ebenfalls autobiographischen Bericht La tregua (Die Atempause) schildert er die Odyssee seiner monatelangen Reise durch die Ukraine und Weißrussland bis zur Rückkehr nach Italien und seine Sicht auf ein vom Krieg zerstörtes Europa, das er auf dieser Reise durchquerte.
Autobiographisch ist auch die Sammlung von Kurzgeschichten Das periodische System, in dem er kunstvoll Episoden aus seinem Leben erzählt: Jedes der 21 Kapitel ist nach einem der chemischen Elemente benannt, dessen Eigenschaft er in Bezug zu einer Episode aus seinem Leben setzt. Das 1975 erschienene Buch wurde im Oktober 2006 vom Londoner Imperial College im Rahmen einer Publikumsabstimmung zum „besten populären Wissenschaftsbuch aller Zeiten“ gewählt.
Eine Reihe von Erzählungen scheinen dagegen reine Fiktion zu sein, desgleichen die eher pikareske Geschichte eines weitgereisten Technikers in Der Ringschlüssel. Im umfangreichen Partisanenroman Wann, wenn nicht jetzt? werden historische Überlieferungen sehr frei adaptiert, aber auch diese Werke spiegeln mehr oder minder deutlich Erfahrungen und Episoden aus dem Leben des Autors.
In seinem letzten Buch, Die Untergegangenen und die Geretteten, 1986 ein halbes Jahr vor seinem Tod erschienen, kehrt Primo Levi nach 40 Jahren noch einmal zu seiner prägenden Auschwitz-Erfahrung zurück und reflektiert über die Verdrängungen und Verzerrungen im Gedächtnis der Zeitzeugen, der Mörder wie auch der Inhaftierten, über die beklemmende „Grauzone“ zwischen Tätern und Opfern, über die „Scham“ derer, die das KZ durch Zufall und Glück überlebt haben, über den vielgestaltigen Terror im Lageralltag, über die besondere Situation der Intellektuellen in Auschwitz und insgesamt über die Notwendigkeit eines nicht erlahmenden Zeugnisablegens und Erinnerns an „das größte Verbrechen in der Geschichte der Menschheit“.
Dabei betont er ausdrücklich (und hierauf bezieht sich die Unterscheidung zwischen den „Untergegangenen“ und den „Geretteten“ im Titel): „Nicht wir, die Überlebenden, sind die wirklichen Zeugen. Das ist eine unbequeme Einsicht, die mir langsam bewußt geworden ist, während ich die Erinnerungen anderer las und meine eigenen nach einem Abstand von Jahren wiedergelesen habe. Wir Überlebenden sind nicht nur eine verschwindend kleine, sondern auch eine anomale Minderheit; wir sind die, die aufgrund von Pflichtverletzung, aufgrund ihrer Geschicklichkeit oder ihres Glücks den tiefsten Punkt des Abgrunds nicht berührt haben. Wer ihn berührt hat, konnte nicht mehr zurückkehren, um zu berichten, oder er ist stumm geworden.“ Das Buch gilt als Primo Levis Vermächtnis, in dem er die Themen seines Lebens noch einmal bündig zusammenfasst. Am Ende zitiert und kommentiert er eine Reihe von Briefen, die er in den 60er-Jahren von deutschen Lesern seines Auschwitz-Buches erhalten hat: mehrheitlich Dokumente des verdrängten oder gespaltenen Schuldbewusstseins von Zeitgenossen des Holocaust.

## Werke
- Se questo è un uomo. 1947, Neuausgabe 1958 (Ist das ein Mensch? Übers. Heinz Riedt. Fischer, Frankfurt am Main 1961; Neuausgaben Hanser, München 1987, dtv 1992, ISBN 3-423-11561-0)[10]
- La tregua. 1963 (Atempause [Ausgaben 1964 bis 1982], danach Die Atempause, Übers. Barbara und Robert Picht. Wegner, Hamburg 1964; Neuausgabe Fischer, Frankfurt am Main 1982; Hanser, München 1988; dtv 1994, ISBN 3-423-11779-6.)
- Storie naturali. 1966 (Erzählungen, unter dem Pseudonym Damiano Malabaila; Die Verdopplung einer schönen Dame und andere Überraschungen. Übers. Heinz Riedt. Wegner, Hamburg 1968; dtv 1975, ISBN 3-423-01109-2.)
- Vizio di forma. 1971 (Erzählungen. Das Maß der Schönheit [Auswahl, ergänzt um Erzählungen aus dem vorigen Band], Übers. Heinz Riedt, Joachim Meinert. Hanser, München 1997, ISBN 3-446-18939-4.)
- Lilít e altri racconti, 1971 (Der Freund des Menschen. Erzählungen. Übers. Heinz Riedt, Barbara Kleiner. Hanser, München 1989, ISBN 3-446-15035-8; dtv 1995, ISBN 3-423-12062-2.)
- Il sistema periodico. 1975 (Das periodische System. Übers. Edith Plackmeyer. Aufbau Verlag, Berlin 1979; Hanser 1987; dtv 1991, ISBN 3-423-11334-0; SZ-Bibliothek 48, 2005, ISBN 3-937793-47-X.)
- La chiave a stella. 1978 (Der Ringschlüssel. Übers. Barbara Kleiner. Hanser, München 1992, ISBN 3-446-14552-4; Wagenbach, Berlin 1997, ISBN 3-8031-2275-9.)
- Se non ora, quando? 1982 (Wann, wenn nicht jetzt? Übers. Barbara Kleiner. Hanser, München 1986, ISBN 3-446-13842-0; dtv, München 1989, ISBN 3-423-11117-8.)
- Ad ora incerta. 1984 (Gedichte. Zu ungewisser Stunde. Übers. Moshe Kahn. Hanser, München 1998, ISBN 3-446-15885-5)
- L'altrui mestiere. 1985 (Anderer Leute Berufe. Glossen und Miniaturen. Übers. Barbara Kleiner. Hanser, München 2004, ISBN 3-446-20477-6)
- Racconti e saggi, 1986 (Die dritte Seite. Essays und Erzählungen. Übers. Hubert Thüring, Michael Kohlenbach. Stroemfeld / Roter Stern, Basel 1992, ISBN 3-87877-394-3.)
- I sommersi e i salvati, 1986 (Die Untergegangenen und die Geretteten. Übers. Moshe Kahn. Hanser, München 1990, ISBN 3-446-15144-3; dtv 1993, ISBN 3-423-11730-3.)

Postum veröffentlicht:
- Ferdinando Camon: Conversazione con Primo Levi. 1991 („Ich suche nach einer Lösung, aber ich finde sie nicht“: Primo Levi im Gespräch mit Ferdinando Camon. Übers. Joachim Meinert. Piper, München 1993.)
- Conversazioni e interviste 1963–1987. Hrsg. Marco Belpoliti, 1997 (Gespräche und Interviews. Übers. Joachim Meinert. Hanser, München 1999, ISBN 3-446-19788-5.)
- Cosi fu Auschwitz. Testimonianze 1945–1986. 2015 (So war Auschwitz. Zeugnisse 1945–1986. Mit Leonardo De Benedetti. Übers. Barbara Kleiner. Hanser, München 2017, ISBN 978-3-446-25449-7.)[11]
- Io che vi parlo. 2016 (Ich, der ich zu Euch spreche. Interview mit Giovanni Tesio. Übers. Monika Lustig. Nachwort Maike Albath. Secession Verlag für Literatur, Zürich 2017, ISBN 978-3-906910-06-2.)

## Verfilmungen
- 1996: La tregua (dt. Die Atempause). Regie: Francesco Rosi, mit John Turturro
- 2006: La strada di Levi. Von Davide Ferrario über Levis Rückkehr nach Italien, die ihn 10 Monate durch das zerstörte Osteuropa führte. (La strada di Levi bei IMDb)

## Ehrungen
- 1963 erhielt er für La Tregua – Die Atempause den ersten Premio Campiello.
- 1979 wurde ihm der Premio Strega für den Roman La chiave a stella – Der Ringschlüssel – verliehen.
- 1982 erhielt er für Wann, wenn nicht jetzt ? - Se non ora, quando den zweiten Premio Campiello.
- 1987 wurde Levi mit dem Antonio-Feltrinelli-Preis ausgezeichnet.
- 2007 wurde durch die Fusion der Carl-James-Bühring-Oberschule und der Wieland-Herzfelde-Oberschule in Berlin ein neuer Name benötigt. Man entschied sich, nachdem die Schule zwischenzeitlich „14. Oberschule Haus A und B“ geheissen hatte, für den Namen Primo-Levi-Gymnasium.
- Der Asteroid (4545) Primolevi wurde im Oktober 2011 nach ihm benannt.
- Die Gesellschaft Deutscher Chemiker und die italienische chemische Gesellschaft vergeben seit 2017 den Primo-Levi-Preis für Chemiker (oder chemienahe Wissenschaftler), die sich um die Menschenrechte verdient gemacht haben.[12] Erster Preisträger war Roald Hoffmann.

## Musikalische Rezeption
- Im Liederzyklus Shema: 5 Poems of Primo Levi (1988) vertonte der amerikanische Komponist Simon Sargon in Reaktion auf Levis Tod dessen frühe Gedichte Shema, 25 Febbraio 1944, Il canto del corvo, Cantare und Congedo.[13] Mit diesen Kunstliedern wurde das Festjahr 1700 Jahre jüdisches Leben in Deutschland in Darmstadt eröffnet, Interpreten waren die Sopranistin Megan Marie Hart und der Pianist Giacomo Marignani.[14]
- Der englische Songwriter Peter Hammill widmete dem Schaffen von Primo Levi das auf dem Album The Noise (1992) erschienene Lied Primo on the Parapet. Der Titel (parapet = „Geländer“) ist eine Anspielung auf Levis Tod.
- Die Metalcore-Band Heaven Shall Burn widmete Primo Levi ihr Lied If this is a man, die dänische Hardcore-Band Lack einen Song mit seinem Namen als Titel.
- Auch das Lied Souviens-Toi Du Jour (1999) und das dazu produzierte Musikvideo der französischen Künstlerin Mylène Farmer beinhaltet mehrere Anspielungen auf Primo Levi und wiederholt mehrmals die Zeile et si c’est un homme („und wenn es ein Mensch ist“).

### Biographien
- Myriam Anissimov: Primo Levi. Die Tragödie eines Optimisten. Eine Biographie. Philo, Berlin 1999, ISBN 3-8257-0061-5.
- Judith Woolf: The Memory of the Offence: Primo Levi's If this is a Man. Troubador Publishing, Market Harborough UK, 2001, ISBN 1-899293-15-9 (englisch mit Originalzitaten auf Italienisch)
- Ian Thomson: Primo Levi. Hutchinson, London 2002, ISBN 0-09-178531-6.
- Carole Angier: The Double Bond: Primo Levi. A Biography. Penguin, London 2003, ISBN 0-14-016587-8.
- Sergio Luzzatto: Primo Levi’s Resistance: Rebels and Collaborators in Occupied Italy. Picador, New York 2017, ISBN 978-1-250-09719-4.

### Graphic Novels
- Matteo Mastragostino, Alessandro Ranghiasci: Primo Levi. Bahoe Books, Wien 2019, ISBN 978-3-903022-99-7.